# Michaela Jänke
Michaela Jankë (Eschweiler, Alemania; 6 de diciembre de 1970), también conocida como Michaela Schaffrath o Gina Wild, es una actriz pornográfica alemana.

## Biografía
Schaffrath nació de un padre masón y de una madre ama de casa. Tras terminar la escuela trabajó como enfermera para niños con discapacidad a lo largo de 10 años.
El 7 de octubre de 1994, se casó con Axel Schaffrath.
En 1999, el director porno europeo Harry S. Morgan promovió una película porno amateur entre Schaffrath y su esposo. Morgan convenció a Schaffrath para que fuera actriz porno profesional, produciendo ocho filmes con ella, en los que se dio a conocer con el nombre de Gina Wild.
En el 2000 Schaffrath decidió dejar participar en películas pornográficas para intentar convertirse en actriz convencional, y desde entonces ha aparecido en numerosas series de televisión alemanas.
En el 2003 se confirmó que estaba trabajando en un burdel de Fráncfort del Meno, tras ser reconocida por un cliente. Schaffrath declaró: "Necesito la satisfaccón como otras personas necesitan comida, soy adicta al sexo."
El 1 de febrero de 2005, anunció su separación de Axel y su divorcio oficial el 22 de diciembre de 2005.
Hizo una pequeña aparición en el programa de juegos Banzai, en el cual estaba vestida con el traje típico holandés, e intentaba derribar diversos objetos con un queso de bola holandés.
El 3 de agosto de 2007 apareció como anfitriona en un concierto de Sasha Krebs y Rainer Kraft, en Sandhausen, Alemania.
En 2009 se ha casado con Michael Wanhoff, relaciones públicas y portavoz de una entidad que agrupa a las industrias agroalimentarias de Alemania, en Fráncfort del Meno. El 13 de junio de 2009 tuvo lugar la ceremonia religiosa en Königstein im Taunus, la ciudad natal del novio. Luego de la boda, Michaela ha cambiado su nombre por el de Michaela Schaffrath-Wanhoff.

## Filmografía (pornográfica)
- Maximum Perversum – Junge Fotzen, hart gedehnt (1999)
- Gina Wild – Jetzt wird es schmutzig (1999)
- Gina Wild – Jetzt wird es schmutzig 2 – Ich will kommen (1999)
- The Very Best of Gina Wild (2000)
- Teeny Exzesse 59: Kerle, Fötzchen, Sensationen (2000)
- Gina Wild – Jetzt wird es schmutzig 5 – Ich will euch alle (2000)
- Gina Wild – 150 Minuten Special (2002)

## Filmografía (otros géneros)
- Déjà vu (2001/III)
- TV Total (2003)
- Taff (2003)
- Wahre Liebe (2004)
- Clever! – Die Show, die Wissen schafft (2004)
- Crazy Race 2 – Warum die Mauer wirklich fiel (2004)
- Schöne Männer hat man nie für sich allein (2004)